# تقزح لوني
|  |
|  |
|  |

التقزح اللوني (بالإنجليزية: Iridescence)‏ هو ظاهرة فيزيائية وخاصية لبعض السطوح التي تظهر متغيرة اللون عند تغيير زاوية النظر إليها. وتظهر هذه الظاهرة جلية في فقاعة الصابون، وأجنحة الفراش، وصدف البحر.

## وصف الظاهرة
التقزح اللوني هو ظاهرة بصرية للسطوح التي تغير صبغتها اللونية تبعا لزاوية النظر إلى هذا السطح. ينتج التقزح اللوني عن ظواهر انعكاس متعددة عن سطوح ذات طبقات متعددة و نصف شفافة تعدل انزياح طور وتداخل انعكاسات الضوء الساقط وذلك بتضخيم أو تخميد بعض الترددات أكثر من الأخرى. هذه العملية مشابهة للتخميد الانتقائي لطول الموجة في مقياس فابري-بيرو.

## التصوير الضوئي
يسجل التصوير الضوئي التقليدي التأثير النوعي للتقزح فقط، كما لو أنه التقط التأثير في بعدين فقط، في حين أنه يمكن توليد التقزح في التصوير ثلاثي الأبعاد الذي يحتوي على معلومات عن الطور أيضا.

## أمثلة
- أجنحة بعض الحشرات مثل فراشة التحول (Morpho butterfly).
- ريش الطاووس.
- الريش الأسود للغراب، والزرزور والشحرور.
- بعض أصداف الرخويات، مثل أذن البحر.
- في الحيوانات، في البساط الشفاف للعين، في عيون العديد من الفقاريات.
- تستخدم أحيانا بعض أنواع الطلاء اللؤلؤي أو الخضب لطلاء السيارات.

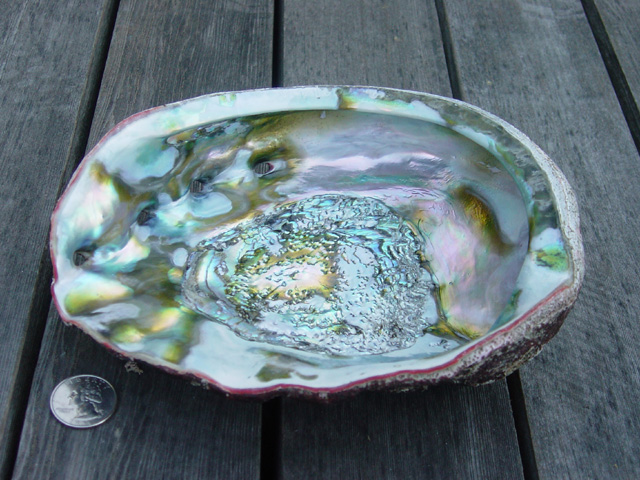
التقزح اللوني داخل سطح صدفة أذن البحر الحمراء.
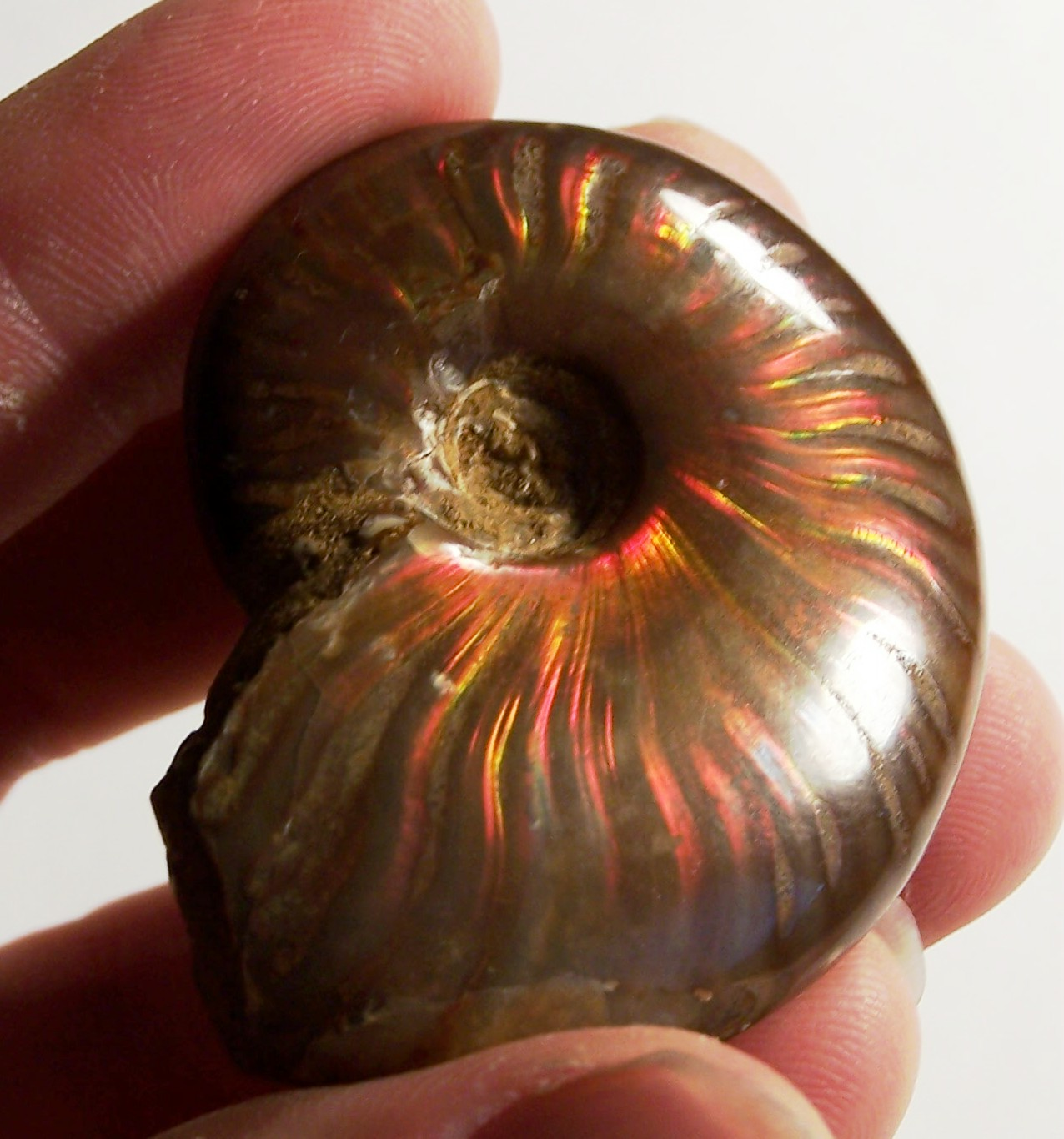
الأمونيت هو حجر كريم يتألف من صدفة متحجرة لبعض الأحفوريات.
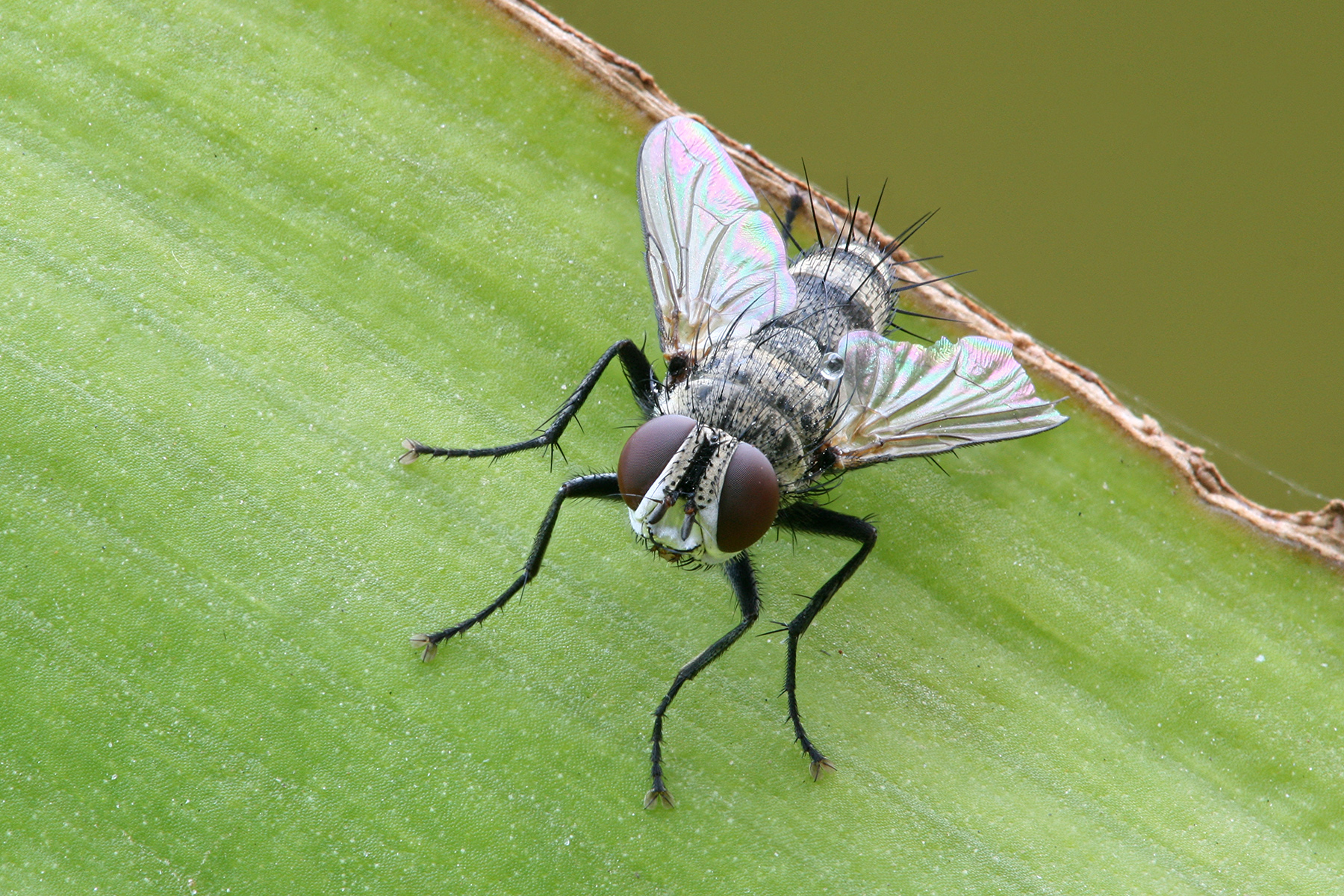
أجنحة ذبابة تاشينيد (Tachinid fly) يتظهر تقزحا لونيا
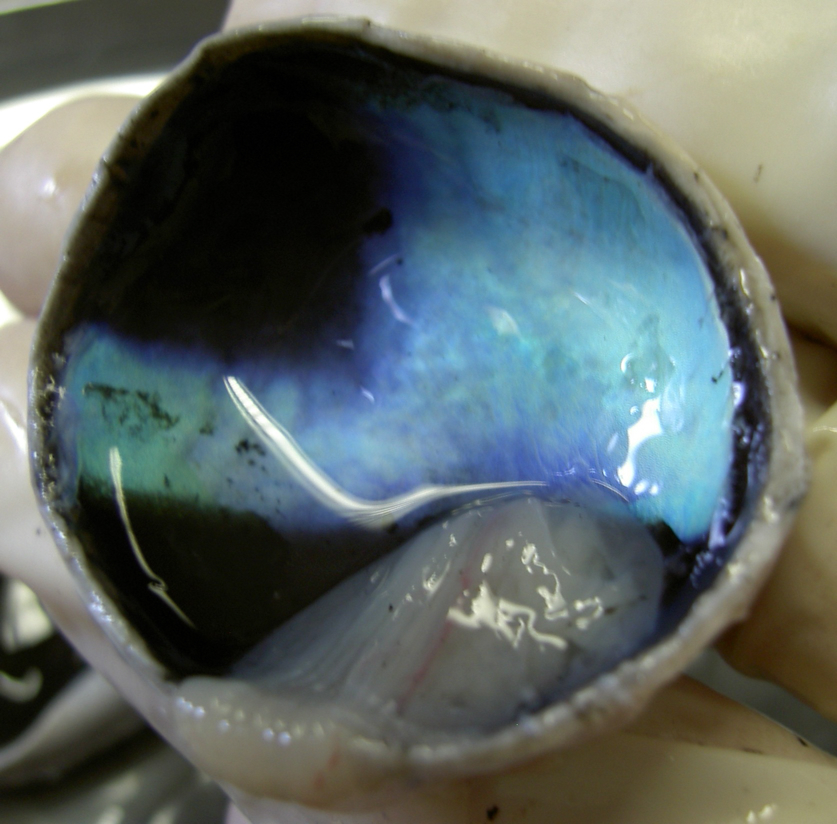
بساط شفاف في عين عجل، يظهر اللون الأزرق والأسود بسبب التقزح اللوني

## اقرأ أيضا
- Dichroic filter
- ازدواج اللون Dichroism
- خلية تقزحية Iridocyte
- Thin-film optics

## وصلات خارجية
- Living photonic crystals
- A 2.2 MB GIF animation نسخة محفوظة 27 مايو 2006 على موقع واي باك مشين. of a morpho butterfly showing iridescence
- "Article on butterfly iridescence"